# Wrose
Wrose est un village et une paroisse civile du Yorkshire de l'Ouest, en Angleterre.